# Rocas equilibradas

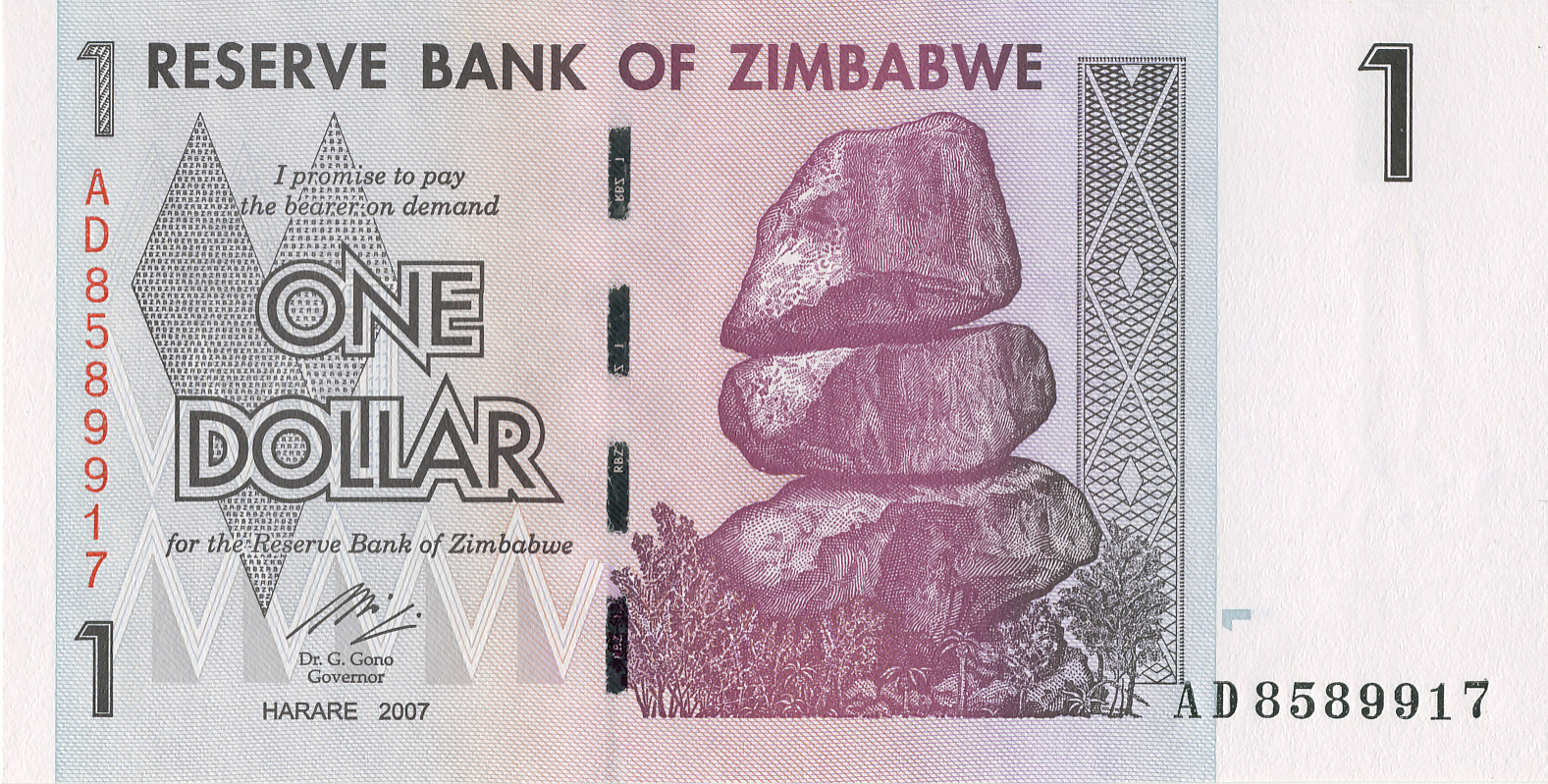
Rocas equilibradas en los billetes de Zimbabue.

Las Rocas equilibradas son rocas ígneas que se pueden encontrar en muchas partes de Zimbabue, siendo particularmente notables en el Parque nacional de Matobo, cerca de la localidad de Epworth al sudeste de Harare. Estas formaciones rocosas se han creado naturalmente y permanecen perfectamente equilibradas sin más apoyo. Su popularidad creció cuando el Banco de Reserva de Zimbabue las presentó en algunas series de billetes de Zimbabue.
Las Rocas equilibradas han sido utilizadas como tema metafórico para explicar la importancia del desarrollo a la par de la preservación del frágil entorno de Zimbabue.

## Ubicación
Las rocas equilibradas pueden ser vistas por todas partes de Zimbabue. Se crearon cuando intrusiones de granito antiguo estuvieron expuestas al desgaste de rocas más blandas, las cuales terminaron por erosionarlas, de igual modo que los cerros testigo, que se presentan como enormes bloques angulares de granito "apilados hacia arriba y uno junto al otro, formando pilares y pilas, como los bloques de construcción de un niño". Dos formaciones prominentes se encuentran en el Parque nacional de Matobo y en Epworth.

### Matobo
Existen refugios naturales creados por formaciones rocosas que se encuentran en las colinas de Matobo, los cuales son parte del Parque nacional de Matobo en Zimbabue central, cuya existencia data de la Edad de Piedra. El área ha recibido el reconocimiento de la UNESCO como Patrimonio de la Humanidad en el año 2003.
Matobo tiene gran importancia para las comunidades locales, que visitan ciertos lugares considerados sagrados para las ceremonias tradicionales. La religión Mwari, con su centro en Matobo, es la más importante tradición oral del África austral.

### Epsworth
Las más conocidas rocas equilibradas están localizadas a 13 kilómetros al sureste de Harare, por la carretera Chiremba. Se hicieron famosas al estar presentes en el anverso de los billetes de Zimbabue.